# Teodor Cutula
Teodor Cutula, en llatí Theodorus, en grec antic Θεόδωρος Κουτύλα, fou un escriptor romà d'Orient, amic i contemporani de l'historiador romà d'Orient Nicèfor Gregoràs.
Se'n conserva una carta escrita al seu amic publicada a l'Elogia de Jean Boivin (París 1702).